# (4228) Nemiro
(4228) Nemiro (1968 OC1) – planetoida z pasa głównego asteroid okrążająca Słońce w ciągu 3,5 lat w średniej odległości 2,3 j.a. Odkryta 25 lipca 1968 roku.